# Le mani sulla città
Le mani sulla città és una pel·lícula dramàtica italiana del 1963 dirigida per Francesco Rosi.
Una pel·lícula de compromís civil, és una denúncia despietada de la corrupció i la construcció d’especulacions a la Itàlia dels anys seixanta. El títol de la pel·lícula és significatiu, que diu: "Els personatges i els fets que s'hi narren són imaginaris, però la realitat social i ambiental que els produeix és autèntica".

## Sinopsi
Nàpols. Edoardo Nottola, empresari constructor ric i sense escrúpols i regidor municipal a les files d’un partit de dretes que governa la ciutat (referència al Partit Democràtic Italià d'Unitat Monàrquica d'Achille Lauro) il·lustra als seus col·laboradors el nou projecte d’expansió de l'edifici municipal en contrast amb el pla regulador. Mentrestant, però, les obres de l'empresa Nottola en un barri obrer provoquen el col·lapse d’un edifici, en el qual moren dues persones i un nen perd les cames: aquest incident provoca les protestes del regidor de la ciutat De Vita que, en nom del partits de l'oposició, demana l'establiment d'una comissió d'investigació per investigar l'especulació constructiva a la ciutat, la feina de la qual, però, acabarà en un punt mort.
Nottola no està satisfet, perquè el clam relacionat amb els esdeveniments del col·lapse amenaça amb dificultar el seu negoci; llavors demana al seu líder del grup Maglione que ho silenciï tot i proposa que la zona on es va produir el col·lapse sigui declarada insegura. L’ordre d’evacuació dels habitants provoca greus disputes i un xoc intens entre De Vita i Nottola. Preocupat pels efectes que podrien tenir aquests fets en les properes eleccions, Maglione intenta obligar Nottola a no presentar-se, però això anul·laria el pla del conseller-constructor de convertir-se en conseller d’edificació. Així, Nottola convenç a alguns consellers que abandonin el grup de dretes i participin amb ell a les llistes centrals liderades pel professor De Angelis, que obté un excel·lent resultat electoral.
Tot i haver esdevingut nou alcalde, encara necessita el suport de Maglione i del seu grup al consistori, que afirma que Nottola no té l'escó de regidor al que optava. El nou alcalde convenç Maglione de no explotar l’aliança política necessària en nom d’una qüestió personal que perjudicaria tothom, i aquesta pacificació anul·la l’oposició del conseller De Vita, que també havia portat alguns consellers de De Angelis al seu costat en nom la protecció moral del consell municipal. Al final, Nottola i l'alcalde De Angelis presideixen la inauguració del nou projecte d'expansió de la ciutat en presència d'un ministre i un cardenal.

## Repartiment
- Rod Steiger - Edoardo Nottola
- Salvo Randone - De Angeli
- Guido Alberti - Maglione
- Angelo D'Alessandro - Balsamo
- Carlo Fermariello - De Vita

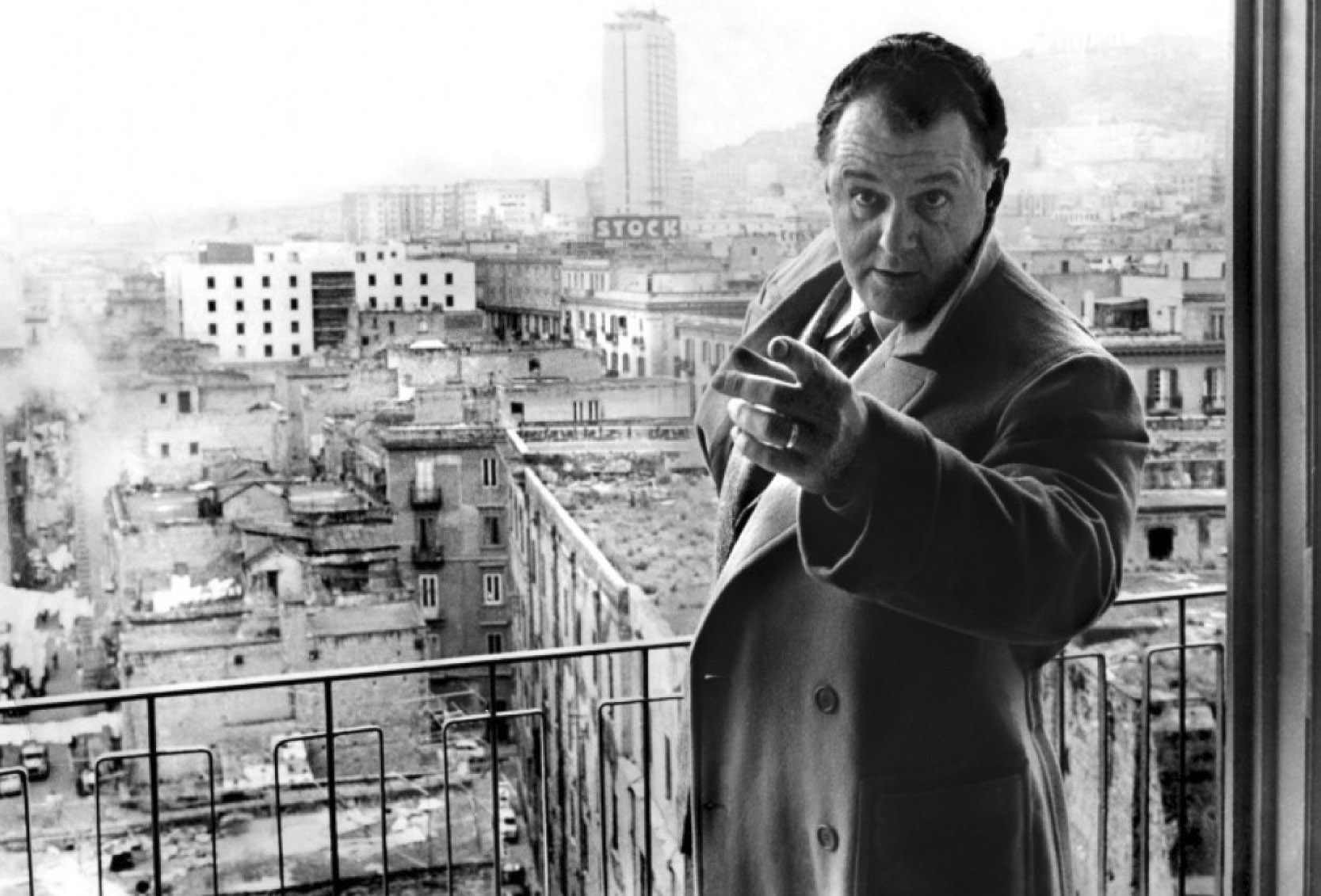
Rod Steiger in a stillframe of the movie

- Marcello Cannavale - Amic de Nottola
- Alberto Canocchia - Amic de Nottola
- Gaetano Grimaldi Filioli - Amic de Nottola
- Dante Di Pinto - president de la comissió d'investigació
- Dany Paris - Amant de Maglione
- Alberto Amato - regidor
- Franco Rigamonti - Regidor
- Terenzio Cordova - Inspector
- Vincenzo Metafora - Alcalde

## Producció
A la pel·lícula Renzo Farinelli, editor en cap d'Avanti! de Roma, fa el paper d’Antonio Caldoro, aleshores líder del grup socialista al consell municipal de Nàpols, mentre que per al paper del conseller de l’oposició De Vita, Rosi va utilitzar el sindicalista, aleshores senador del PCI, Carlo Fermariello.
Per les escenes que tenen lloc al jutjat, en els papers de periodistes acreditats a les audiències, Rosi no volia simples figurants, però va demanar als periodistes reals -alguns fins i tot crítics de cinema coneguts de l’època- que vestissin d'etiqueta.

## Premi
- Festival de Cinema de Venècia 1963[5]
  -  Lleó d'Or  a Francesco Rosi
- Nastri d'argento 1964[6]
  - Nominació Millor director a Francesco Rosi
  - Nominació Millor actor secundari a Salvo Randone
  - Nominació Millor argument a Francesco Rosi i Raffaele La Capria
  - Nominació Millor productor a Lionello Santi
  - Nominació Millor banda sonora a Piero Piccioni
- Per aquesta pel·lícula, el 2005, Francesco Rosi va rebre el doctorat honoris causa en planificació territorial, urbana i ambiental a la Università degli Studi "Mediterranea" di Reggio Calabria.[7]
- La pel·lícula fou seleccionada entre els 100 film italiani da salvare.[8]